# Magnus de Wurtemberg-Neuenbourg
Magnus de Wurtemberg-Neuenbourg (* 2 décembre 1594 à Kirchheim unter Teck ; † 6 mai 1622 à Wimpfen) est duc de Wurtemberg. Comme fils du duc Frédéric Ier, il fonde la ligne latérale de Wurtemberg-Neuenbürg, qui s'éteint à sa mort.

## Biographie
Magnus est le treizième enfant du duc Frédéric Ier et de son épouse, Sibylle d'Anhalt. Il reçoit son éducation au Collegium Illustres à Tübingen et voyage en France et en Italie.
Après avoir terminé ses études, il commence une carrière militaire et sert tout d'abord la république de Venise, puis des Protestants Union européenne. Après la mort de son père en 1608, il reçoit le château de Neuenbürg comme résidence ainsi qu'une pension annuelle de 10 000 florins.

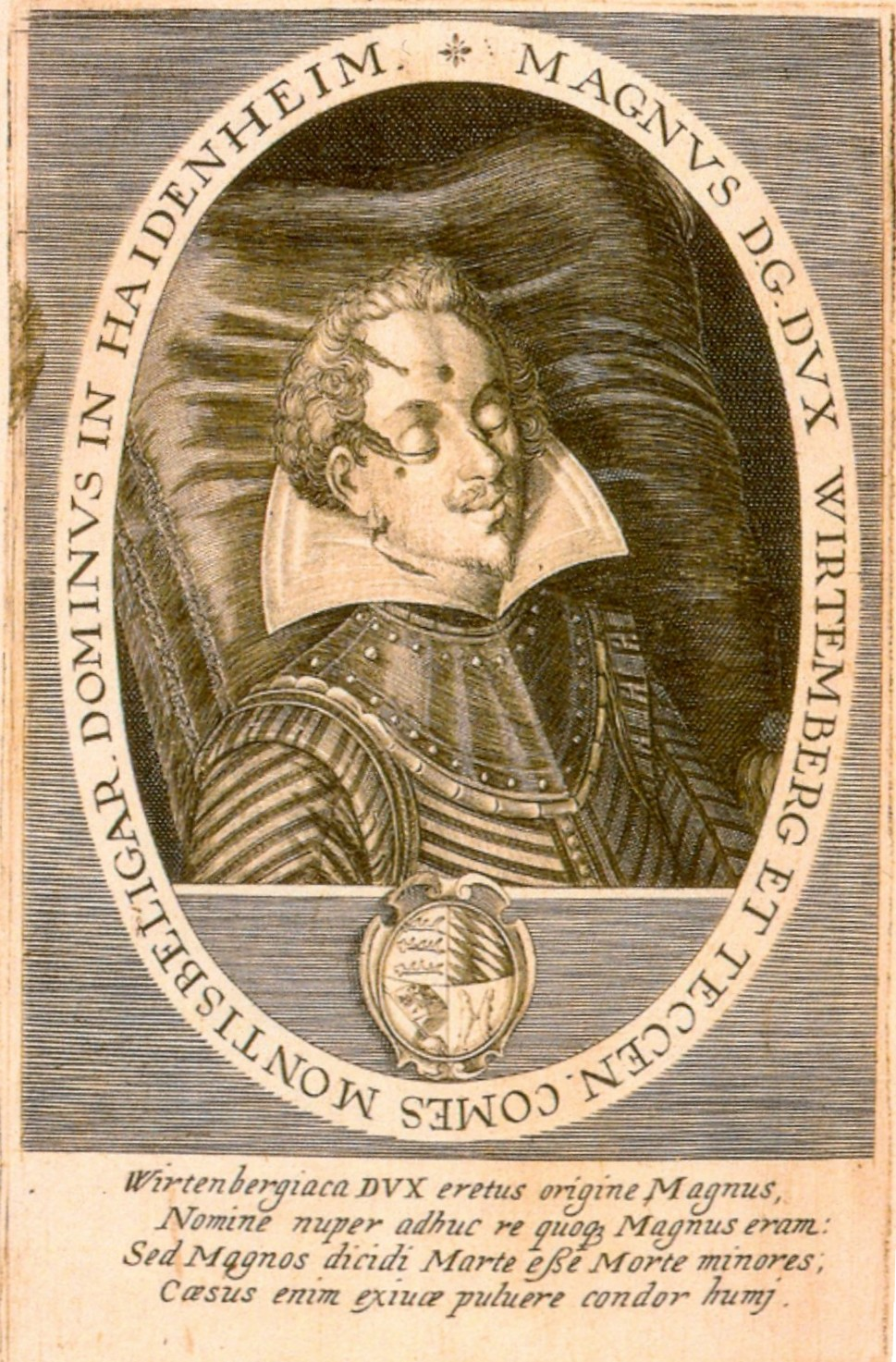
Magnus de Wurtemberg-Neuenbürg sur son lit de mort.

Après la dissolution de l'Union protestante en 1621, il rejoint avec deux régiments le margrave de Bade, Georges-Frédéric de Bade-Durlach. Peu après, il tombe dans la Bataille de Wimpfen le 6 mai 1622. Magnus est mort célibataire et sans héritiers.
Dans le Quartier de Neckarsulm Obereisesheim à l'endroit où il est tombé, l'association historique de Heilbronn érige en 1900, le monument du duc Magnus, de près de 2 m de haut, avec une inscription : « Sur ces champs, mourut le duc Magnus de Wurtemberg, à l'âge de 28 ans à la bataille de Wimpfen – 6 mai 1622 ».